# Orientzomus ralik
Orientzomus ralik är en spindeldjursart som beskrevs av James Cokendolpher och Paul Reddell 2000. Orientzomus ralik ingår i släktet Orientzomus och familjen Hubbardiidae. Inga underarter finns listade i Catalogue of Life.